# Torre del Almendrón
Der Torre del Almendrón, als „kleiner Bruder“ des Tajo del Almendrón manchmal auch Almendrillo genannt, ist ein 1335 m hoher Berg im Nationalpark Sierras de Tejeda Almijara y Alhama in der Provinz Málaga in Spanien. Unmittelbar neben dem etwas höheren Tajo del Almendrón gelegen, befindet er sich an der nördlichen Grenze der Gemeinde Nerja.